# Le Pouzin
Le Pouzin település Franciaországban, Ardèche megyében. Lakosainak száma 2893 fő (2022. január 1.). Le Pouzin Baix, Rompon, Livron-sur-Drôme és Loriol-sur-Drôme községekkel határos.

## Népesség
A település népességének változása:
| Lakosok száma | 2555 | 2720 | 2693 | 2668 | 2780 | 2835 | 2879 | 2879 | 2883 | 2893 |
|               | 1968 | 1982 | 1990 | 2006 | 2013 | 2015 | 2017 | 2019 | 2020 | 2022 |